# Exochus capnodes
Exochus capnodes är en stekelart som beskrevs av Henry Keith Townes, Jr. 1959. Exochus capnodes ingår i släktet Exochus och familjen brokparasitsteklar. Inga underarter finns listade i Catalogue of Life.